# Feministas contra la censura
Feministas Contra la Censura (Feminists Against Censorship) (del acrónimo en inglés FAC) es una organización feminista fundada en 1989 en Reino Unido cuya principal labor es la de combatir la censura de, principalmente, obras de carácter sexual, así como defender la expresión sexual individual.
La organización, fundada por Linda Semple y Roz Kaveney, se originó a raíz del fragmento de un comunicado del National Council for Civil Liberties de 1989 en el que se condenaba la pornografía. En consecuencia, se organizaron reuniones en que se resaltaba la posición feminista en el apoyo a la libertad de expresión, de las que se derivaron documentos que plasman esta postura.
El grupo no cuenta con financiación gubernamental ni privada, por lo que no dispone de oficinas o de empleados remunerados. Los miembros de la organización redactan propuestas a distintos órganos de gobierno, así como cartas y otras publicaciones. Tanto bajo el nombre de Feministas Contra la Censura como por parte de cada uno de sus miembros de forma individual se han publicado varios libros en que se ofrecen investigaciones, análisis y experiencias personales relacionadas con la censura y lapornografía. Además de en formato escrito también exponen sus ideas de forma presencial en forma de participaciones en debates universitarios, entrevistas en televisión y debates en la radio inglesa.
La organización forma parte del grupo Backlash, formado en 2005 a fin de oponerse a una nueva ley aprobada en Reino Unido por la que se penaliza la posesión de «pornografía extrema», a cuya aprobación contestó Feministas Contra la Censura.